# Солдатики 2
Солдатики 2 — це гра в стилі Tower Defense. Події відбуваються за часів Другої світової війни.

## Геймплей

### Вигадана частина геймплею
В грі є 72 місії які відбуваються в трьох локаціях. Ви можете покращувати бойові одиниці. Онлайн частина гри це турніри.

### Реальна частина геймплею
Битви Другої світової війни — Сталінградська битва, операція «Крусейдер», операція «Оверлорд». Ви завжди граєте за союзників.

## Розробник[2]
З 2015 року компанія Wargaming уклала стратегічне партнерство з Melsoft Games і випустила цю гру.
1. ↑  Солдатики 2 | Toy Defense 2 (Rus). Allkey.org - скачать полные версии игр бесплатно | Сайт allkey.org это бесплатные полные версии premium игр, у нас вы можете скачать понравившуюся игру бесплатно и без регистрации. (рос.). -001-11-30T00:00:00+00:00. Процитовано 24 вересня 2024.
2. ↑  Toy Defense. Википедия (рос.). 29 січня 2024. Процитовано 24 вересня 2024.